# 黑眉长尾山雀
黑眉长尾山雀（学名：Aegithalos bonvaloti）为山雀科长尾山雀属的鸟类。

## 亚种
- ：分布于中国西南部（西藏东南部至四川和云南）和缅甸东北部。
- ：分布于中国西部山区（四川东北部的松潘地区）。[2]